# Giacomo Archiutti
Giacomo Archiutti, meglio noto come Carlo (Biancade, 25 luglio 1941), è un politico e imprenditore italiano.

## Biografia
Imprenditore del settore del mobile (è patron dell'azienda Veneta Cucine), è stato anche esponente di Forza Italia, venendo eletto deputato nella XII legislatura e senatore nella XIV.